# René Thomas
René Thomas (14 de mayo de 1928, Ixelles - 9 de enero de 2017, Rixensart) fue un científico belga. Su campo de investigación fue la bioquímica y biofísica del ADN, genética, biología matemática y finalmente sistemas dinámicos. Dedicó su vida al descifrado de los principios lógicos que constituyen la base del comportamiento de los sistemas biológicos y, en general, de la realización de comportamientos dinámicos complejos. Fue profesor y jefe de laboratorio de la Universidad Libre de Bruselas, enseñando e inspirando a varias generaciones de investigadores.

## Biografía
René Thomas nació el 14 de mayo de 1928 en Bruselas, Bélgica. Sus padres fueron el poeta Lucien-Paul Thomas y Marieke Vandenbergh. Era el más joven de tres hermanos, incluidos Anny y André Thomas. René Thomas fue padre de tres hijos: Isabelle, Pierre y Anne. Pasó su infancia en La Hulpe, Bélgica. Desde muy joven, ya estaba fascinado por la biología y publicó su primer artículo científico a la edad de 13 años. Continuó sus estudios en el Royal Athenaeum de Ixelles (Bruselas) y en la Université Libre de Bruxelles (ULB), donde estudió química.
En la ULB, Thomas asistió a conferencias de Jean Brachet, quien fue pionero en el campo de los ácidos nucleicos (ADN y ARN) y su papel en la herencia y en la síntesis de proteínas. Bajo la supervisión de Brachet, Thomas preparó y defendió una tesis doctoral sobre la desnaturalización del ADN en 1952.
Después de dos años como postdoctoral en los laboratorios de Harriet Ephrussi (París, Francia, 1953-1954) y de Alfred Hershey (Cold Spring Harbor, EE. UU., 1957-1958), Thomas regresó a la ULB en 1958, donde enseñó Genética. En 1961, fue nombrado director del Laboratorio de Genética de la ULB.
La actividad investigadora de Thomas fue reconocida, como lo atestiguan los prestigiosos premios que recibió, tales como el premio Francqui en 1975, el premio de “cinco años” (“prix quinquennal”) del Fondo Nacional de Investigación Científica de Bélgica (FNRS) en 1985 por sus descubrimientos sobre el ADN, la transformación genética de bacterias y bacteriófagos, y la Gran Medalla de Oro de la Academia de Ciencias de Francia en 1999. Fue elegido miembro de la Real Academia de Ciencias de Bélgica en 1986.
Además de la Biología, Thomas tenía varias pasiones, como el alpinismo, las matemáticas, la música y la astronomía. Durante su juventud, pasó gran parte de su tiempo libre escalando, particularmente en Freyr, Valais, Ecrins y Dolomitas. Era un aficionado del oboe y un gran admirador de Joseph Haydn. Más recientemente se interesó profundamente en la teoría de la música, particularmente en los temperamentos musicales. La lectura de Lewis Carroll sobre lógica desencadenó su interés en enfoques más formales. Del mismo modo, su trabajo de investigación cubrió una amplia gama de temas distintos, todos los cuales fueron impulsados por la misma convicción de que no será posible comprender sistemas complejos sin comprender la lógica de los más simples.

## Principales descubrimientos científicos.

### Desnaturalización del ADN
Thomas descubrió que la absorción UV del ADN nativo es mucho más baja de lo esperado según un espectro "teórico" construido a partir de los coeficientes de extinción de sus componentes nucleotídicos.
Esta discrepancia desaparece después de tratamientos leves, tales como un pH más bajo o más alto, una temperatura más alta o una fuerza iónica más baja, especialmente con una concentración más baja de cationes divalentes. Estos preservan los enlaces entre nucleótidos que mantienen la estructura del ADN, lo que implica que las bases nitrogenadas, responsables de la absorbancia UV, interactúan mediante enlaces débiles (enlaces de hidrógeno o fuerzas de Van de Waals), lo que contribuye a una estructura secundaria lábil del ADN. La alteración de esta estructura secundaria recibió el nombre de “desnaturalización del ADN”, en analogía con el proceso similar conocido para las proteínas. Una vez que Francis Crick, James Watson, Rosalind Franklin y Maurice Wilkins resolvieron la naturaleza detallada de la estructura secundaria del ADN, la desnaturalización del ADN podría entenderse como el desenrollamiento de la doble hélice. Se convirtió en fundamental en todos los procesos que usan amplificación de ADN; por ejemplo, secuenciación de ADN, clonación molecular y reacción en cadena de la polimerasa, ya sea para fines fundamentales o para aplicaciones de terapia génica y consultas judiciales. 

### Control positivo de la expresión génica.
El trabajo de François Jacob, André Lwoff, Jacques Monod y Elie Wollman demostró la existencia de genes reguladores que controlan negativamente la expresión de otros genes (genes “diana” o “subordinados”), los cuales son silenciados por el producto del gen regulador denominado “represor”. Contrariamente a la suposición general de que todas las regulaciones genéticas serían negativas, Thomas demostró que la regulación genética también puede ser positiva; es decir, que los productos de algunos genes reguladores pueden activar directamente sus genes diana. 
Los experimentos que llevaron a este descubrimiento se realizaron con bacterias y sus virus, los bacteriófagos (o fagos). Algunos bacteriófagos pueden integrar su genoma de ADN en el genoma bacteriano, donde permanece latente (un estado llamado "profagia") debido a la represión de todos los genes virales por el producto de un gen regulador de bacteriófagos. Thomas demostró que la replicación del virus está directamente bloqueada por el represor ("efecto Thomas-Bertani").
Thomas descubrió además que algunos de los genes del profago, a pesar de que están regulados negativamente por el represor del profago, pueden activarse después de la infección de la bacteria por otro virus estrechamente relacionado ("superinfección"). Esto demostró que los genes reguladores pueden activar genes diana ("transactivación"), a pesar de la represión causada por un regulador negativo.
Thomas identificó dos reguladores positivos en el bacteriófago lambda, los productos de los genes N y Q. Mostró que estos productos reguladores actúan secuencialmente para activar la expresión de la mayoría de los otros genes lambda.
Posteriormente se descubrió que la existencia de regulación positiva y la de las cascadas reguladoras desempeñaban funciones esenciales en el desarrollo de todos los organismos multicelulares, incluidos los humanos. La complejidad de la regulación observada en lambda llevó a Thomas a iniciar un análisis lógico del comportamiento de las redes reguladoras genéticas, su segunda gran contribución a nuestra comprensión de la regulación génica. 

### Descripción lógica, análisis y síntesis de redes complejas.
La complejidad de la red reguladora que controla la decisión entre lisis y lisogenia por el bacteriófago lambda llevó a Thomas a darse cuenta de que comprender el comportamiento del fago basado únicamente en la intuición era muy difícil. Por lo tanto, buscó medios para modelar esta red y formalizar su análisis dinámico. Se encontró con el álgebra booleana y su aplicación al diseño y análisis de circuitos electrónicos. Como el álgebra booleana trata con variables que toman solo dos valores (0 / OFF o 1 / ON) y operadores lógicos simples como AND, OR y NOT, es particularmente adecuada para formalizar el proceso de razonamiento de los genetistas; por ejemplo, observaciones como "este gen estará activado sólo si el factor activador está presente y el factor inhibidor está ausente". Thomas aprendió a usar el formalismo booleano asistiendo a las clases de su colega Jean Florine en la Universidad Libre de Bruselas. 
Estimulados por el trabajo de François Jacob y Jacques Monod sobre la regulación de genes bacterianos, algunos otros teóricos tuvieron la idea de aplicar el álgebra booleana al modelado de redes genéticas, incluidos Mitoyosi Sugita y Stuart Kauffman.
Con la ayuda del físico Philippe Van Ham, el químico Jean Richelle y el matemático El Houssine Snoussi, Thomas se centró en el modelado lógico de redes reguladoras relativamente pequeñas (incluido el que controla el desarrollo del bacteriófago lambda), utilizando una actualización asincrónica más compleja y considerando varios refinamientos del formalismo lógico: introducción de variables polivalentes, consideración explícita de valores umbral y definición de parámetros lógicos correspondientes a los parámetros cinéticos utilizados en el formalismo diferencial.
En su forma actual, el enfoque del modelado lógico desarrollado por Thomas y sus colaboradores se basa en la delineación de un "gráfico regulador", donde los nodos (vértices) representan componentes reguladores (por ejemplo, genes o proteínas reguladores) y los arcos con signo (positivo o negativo) representan interacciones reguladoras (activaciones o inhibiciones). Esta representación gráfica se asocia además con reglas lógicas (o parámetros lógicos), los cuales especifican cómo cada nodo se ve afectado por diferentes combinaciones de entradas reguladoras. 
El comportamiento dinámico de un modelo lógico se puede representar además en términos de un "gráfico de transición de estado", donde los nodos denotan estados, es decir, vectores de valores para los diferentes componentes de las redes reguladoras, y las flechas denotan transiciones entre estados, de acuerdo con las reglas lógicas. 
Durante las últimas décadas, el enfoque de modelado lógico de Thomas se ha implementado en programas informáticos eficientes, lo que permite el análisis de modelos más grandes. Se ha aplicado a redes que controlan varios tipos de procesos biológicos, incluida la infección y multiplicación de virus, la diferenciación de células inmunes, la formación de patrones en animales y plantas en desarrollo, la señalización de células de mamíferos, el ciclo celular y las decisiones sobre el destino celular.

### Circuitos positivos y negativos
Los análisis de los modelos de redes genéticas llevaron a Thomas a darse cuenta de que los "circuitos reguladores", definidos como rutas circulares simples en los gráficos regulatorios (cf. arriba), están jugando roles dinámicos cruciales. Esto a su vez le permitió distinguir dos clases de circuitos reguladores, a saber, circuitos positivos versus circuitos negativos, asociados con diferentes propiedades dinámicas y biológicas. Por un lado, los circuitos positivos, que involucran un número par de interacciones negativas (o ninguna) pueden conducir a la coexistencia de múltiples regímenes dinámicos. Por otro lado, los circuitos negativos, que involucran un número impar de interacciones negativas, pueden generar comportamiento oscilatorio u homeostasis.
Posteriormente, considerando el gráfico regulador asociado con una red de genes, modelado en términos de formalismo lógico o diferencial, Thomas propuso reglas generales que establecen que (i) es necesario un circuito positivo para mostrar múltiples estados estables, y (ii) un circuito negativo es necesario para tener oscilaciones sostenidas robustas. Esto tiene importantes implicaciones biológicas ya que, como lo señaló Max Delbrück y se confirmó ampliamente desde entonces, la diferenciación celular se debe esencialmente a elecciones sucesivas entre múltiples estados estacionarios. Por lo tanto, cualquier modelo para un proceso de diferenciación debe involucrar al menos un circuito positivo. 
Las reglas propuestas por Thomas han inspirado a varios matemáticos, quienes las tradujeron en teoremas rigurosos, primero refiriéndose a ecuaciones diferenciales ordinarias, pero también refiriéndose a formalismos lógicos booleanos y plurivalentes. Este es uno de los pocos casos en que los estudios biológicos condujeron a la formulación y demostración de teoremas matemáticos generales.
Los estudios teóricos de Thomas sobre las propiedades de los circuitos reguladores genéticos dieron lugar a aplicaciones prácticas en relación con la síntesis de nuevos circuitos, con propiedades específicas, en la bacteria E. coli. Sin embargo, debido a varios problemas técnicos, los intentos del grupo de Thomas para construir circuitos genéticos sintéticos no tuvieron éxito. Posteriormente, en el nuevo milenio varios grupos han reportado la síntesis exitosa de circuitos positivos simples ("interruptor de palanca") y circuitos negativos ("represilador" y circuito auto-inhibidor).

### Retorno al punto de vista diferencial desde el punto de vista lógico
Una vez que las propiedades dinámicas de conjuntos complejos de circuitos se habían desentrañado en términos lógicos, era tentador volver a una descripción más habitual y cuantitativa en términos de ecuaciones diferenciales, aprovechando el conocimiento adquirido con respecto al comportamiento cualitativo. Dos artículos de Thomas y Marcelline Kaufman comparan las predicciones lógicas y diferenciales del número y la naturaleza de los estados estacionarios. Los siguientes artículos de Thomas y Marcelle Kaufman, y de Thomas y Pascal Nardone mostraron que el espacio de fase del sistema se puede dividir en dominios de acuerdo con los signos y la naturaleza real o compleja de los valores propios de la matriz jacobiana.
De hecho, los circuitos reguladores pueden definirse formalmente como conjuntos de elementos no vacíos de la matriz jacobiana (o del gráfico de interacción) de sistemas dinámicos de tal manera que los índices de línea y columna están en permutación circular. El signo de un circuito viene dado por el producto de los signos de los elementos jacobianos correspondientes. Cabe destacar que la naturaleza de los estados estables depende completamente de los términos de la matriz jacobiana que pertenecen a un circuito, ya que solo esos términos aparecen en la ecuación característica de un sistema y, por lo tanto, participan en el cálculo de sus valores propios.
Thomas sugirió, además, que se necesitan un circuito positivo y un circuito negativo para generar un caos determinista. Con esto en mente, se construyeron varios conjuntos sorprendentemente simples de ecuaciones diferenciales de primer orden y se mostró que mostraban un caos determinista. El más espectacular fue probablemente los “atractores simétricos complejos” ("Caos laberíntico") generados por un conjunto de n (n> = 3) ecuaciones diferenciales de primer orden. Este sistema fue analizado en profundidad por Sprott y sus colegas.

## La escuela de Thomas
Desde el comienzo de su carrera, Thomas reclutó y enseñó a muchos estudiantes talentosos, con un título en química o biología. La mayoría eran mujeres, de modo que un colega de los Estados Unidos solía llamar a su laboratorio "el bello laboratorio". Si bien era inflexible sobre el rigor científico, proporcionó a sus alumnos una gran libertad de pensamiento, así como para el diseño experimental y la publicación de los resultados. Muchos de ellos, incluidos Martine Thilly, Suzanne Mousset, Albert Herzog, Alex Bollen, Christine Dambly, Josiane Szpirer, Ariane Toussaint, Jean-Pierre Lecocq, Jean Richelle y Denis Thieffry continuaron su carrera científica en Bélgica y Francia, en el campo de la genética molecular, desde fagos y bacterias, hasta hongos, drosophila, pez cebra y humanos.
Cuando Thomas cambió su interés por la investigación de la bioquímica a la genética de fagos, luego a la biología matemática y finalmente a los sistemas dinámicos, abordó preguntas teóricas complejas con un marco mental experimental, pasando de experimentos propiamente dichos a sus simulaciones computacionales. Sus contribuciones a estos diferentes campos tuvieron y siguen teniendo una influencia importante en todo el mundo, en particular en el contexto de la reciente aparición de la biología de sistemas.
Una serie de testimonios y artículos de homenaje fue publicada en un número especial del Journal of Theoretical Biology dedicado a la memoria de René Thomas y publicado en 2019.